# 杨炳震
杨炳震，河南省光州直隸州光山縣（今河南潢川）人，清朝政治人物、進士出身。
光緒二十年，登進士，同年五月，授内阁中书。1904年，接替李如松任崇明县知县一职，1904年由杨士晟接任。